# Journal of Electrocardiology
Journal of Electrocardiology is een internationaal, aan collegiale toetsing onderworpen wetenschappelijk tijdschrift op het gebied van de elektrocardiografie en de elektrofysiologie van het hart.
De naam wordt in literatuurverwijzingen meestal afgekort tot J. Electrocardiol.
Het wordt uitgegeven door Elsevier namens de International Society for Computerized Electrocardiology en de International Society of Electrocardiology en verschijnt 6 keer per jaar.
Het eerste nummer verscheen in 1968.